# La vendetta dei Tughs
La vendetta dei Tughs é um filme italo/estadunidense de 1954, dos gêneros aventura e romance, dirigido por Gian Paolo Callegari e Ralph Murphy, roteirizado por Gian Paolo Callegari e Piero de Bernardi, baseado no livro de Emilio Saldari, música de Giovanni Fusco e Georges Tzipine.

## Sinopse
Índia, Tremal-Naik, tem que enfrentar a ira vingativa dos seguidores da seita Kali.

## Elenco
- Lex Barker....... Tremal Naik
- Fiorella Mari....... Ada McPherson (como Jane Maxwell)
- Luigi Tosi....... Capitão Maffertis
- Paul Muller....... Suyodhana
- Jack Rex....... Aghur
- Pamela Palma....... Ada, menina
- Enzo Fiermonte....... Sargento Clarence
- Raf Pindi....... Urthi
- Carla Calò....... Solima
- Franco Balducci....... Kammamuri
- Alberto Archetti